# Rothmans Canadian Open 1978
Rothmans Canadian Open 1978 — тенісний турнір, що проходив на відкритих кортах з ґрунтовим покриттям National Tennis Centre у Торонто (Канада). Належав до Colgate-Palmolive Grand Prix 1978 і Туру WTA 1978. Тривав з 14 серпня до 20 серпня 1978 року.

## Фінальна частина

### Одиночний розряд, чоловіки
Едді Діббс —  Хосе Луїс Клерк 5–7, 6–4, 6–1
- Для Діббса це був 4-й титул за сезон і 18-й - за кар'єру.

### Одиночний розряд, жінки
Регіна Маршикова —  Вірджинія Рузічі 7–5, 6–7(9–11), 6–2
- Для Маршикової це був 2-й титул за сезон і 3-й — за кар'єру.

### Парний розряд, чоловіки
Войцех Фібак /  Том Оккер —  Колін Даудесвелл /  Гайнц Ґюнтгардт 6–3, 7–6
- Для Фібака це був 6-й титул за сезон і 33-й за кар'єру. Для Оккера це був 6-й титул за сезон і 77-й - за кар'єру.

### Парний розряд, жінки
Регіна Маршикова /  Пем Тігуарден —  К О'Ніл /  Пола Сміт 7–5, 6–7, 6–2
- Для Маршикової це був 3-й титул за сезон і 4-й — за кар'єру. Для Тігуарден це був єдиний титул за сезон і 2-й - за кар'єру.